# Crotalaria pearsonii
Crotalaria pearsonii är en ärtväxtart som beskrevs av Baker f.. Crotalaria pearsonii ingår i släktet sunnhampor, och familjen ärtväxter. Inga underarter finns listade i Catalogue of Life.